# Israëlische sjekel
De Israëlische sjekel (Hebreeuws: שקל, sjeqel) is de Israëlische munteenheid.
Het officiële valutasymbool is ₪.
De sjekel is onderverdeeld in 100 agorot. Eind juli 2022 was 1 euro ongeveer 3,41 sjekel waard, oftewel 1 sjekel was 0,29 euro waard. Er zijn biljetten van 20, 50, 100 en 200 sjekel. De munten hebben waardes van 10 agorot en ½, 1, 2, 5 en 10 sjekel.
De ISO 4217 code is ILS, maar om het verschil met de op 4 september 1985 vervangen oude sjekel duidelijk te maken wordt de sjekel soms afgekort tot NIS (New Israeli Sheqel). Op die datum vielen drie nullen weg zodat 1000 oude sjekels overeenkomen met één nieuwe sjekel. De 'oude' sjekel werd op 24 februari 1980 ingevoerd ter vervanging van het Israëlische pond.
De sjekel komt reeds in de Bijbel voor. In Bijbelse tijden moest elke jood elk jaar een halve sjekel tempelbelasting betalen. In de Statenvertaling werd het woord sikkel gebruikt, in de Nieuwe Bijbelvertaling sjekel.

## Buiten Israël
In de Palestijnse gebieden (Gazastrook en de Westelijke Jordaanoever) worden er naast Egyptische en Jordaanse munten ook de Israëlische sjekel gebruikt. Ook op de Syrische Golanhoogten wordt de Israëlische sjekel gebruikt.

## Bankbiljetten
| B-serie (1999-2013) | B-serie (1999-2013) | B-serie (1999-2013) | B-serie (1999-2013) | B-serie (1999-2013) | B-serie (1999-2013)  | B-serie (1999-2013) |
| ------------------- | ------------------- | ------------------- | ------------------- | ------------------- | -------------------- | ------------------- |
| nominale waarde     | afbeelding          | beschrijving        |                     | nominale waarde     | afbeelding           | beschrijving        |
| 20 sjekel           |                     | Moshe Sharett       | 50 sjekel           |                     | Sjmoeël Joseef Agnon |                     |
| 100 sjekel          |                     | Itzhak Ben-Zvi      | 200 sjekel          |                     | Zalman Shazar        |                     |

| C-serie (2013-) | C-serie (2013-) | C-serie (2013-)  | C-serie (2013-) | C-serie (2013-) | C-serie (2013-)     | C-serie (2013-) |
| --------------- | --------------- | ---------------- | --------------- | --------------- | ------------------- | --------------- |
| nominale waarde | afbeelding      | beschrijving     |                 | nominale waarde | afbeelding          | beschrijving    |
| 20 sjekel       |                 | Rachel Bluwstein | 50 sjekel       |                 | Saul Tchernichowski |                 |
| 100 sjekel      |                 | Leah Goldberg    | 200 sjekel      |                 | Nathan Alterman     |                 |